# Glaucorhabda latesuturata
Glaucorhabda latesuturata es una especie de insecto coleóptero de la familia Chrysomelidae.
Fue descrita científicamente en 1898 por Fairmaire.

## Tipos
- Glaucorhabda cyaneovittata
- Glaucorhabda latesuturata
- Glaucorhabda madagascariensis